# Kurt Moeschter
Kurt Moeschter, född 28 mars 1903, död 26 juni 1959, var en tysk roddare.
Moeschter blev olympisk guldmedaljör i tvåa utan styrman vid sommarspelen 1928 i Amsterdam.